# 장군에게 총알을
장군에게 총알을(Quien sabe?, A BULLET FOR THE GENERAL)은 이탈리아에서 제작된 다미아노 다미아니 감독의 1966년 서부 영화이다. 지안 마리아 볼론테 등이 주연으로 출연하였다.

## 출연

### 주연
- 지안 마리아 볼론테
- 루 카스텔
- 마틴 베스윅
- 클라우스 킨스키

### 조연
- 제이미 페르난데즈
- 안드레아 체치
- 알도 샘브렐
- 조시 마누엘 마틴